# Henri Delor
Henri Joseph Delor (Lettelingen, 16 januari 1874 – Quenast, 16 november 1943) was een Belgisch volksvertegenwoordiger en senator.

## Levensloop
Delor was beroepshalve steenhouwer en werd actief binnen de Belgische Werkliedenpartij. In 1921 werd hij verkozen tot gemeenteraadslid van Quenast. Hij werd er schepen (1921-1932) en burgemeester (1932-1941).

Ook nog in 1921 werd hij verkozen tot socialistisch senator voor het arrondissement Nijvel. Hij bleef dit tot hij in 1923 verkozen werd tot volksvertegenwoordiger voor hetzelfde arrondissement, een mandaat dat hij uitoefende tot aan zijn dood.
In mei 1940 was hij aanwezig in Limoges op de buitengewone zitting van de Verenigde Kamers. Na de oorlog werd hij in het burgemeestersambt opgevolgd door zijn zoon René Delor.
Er is een Rue Henri Delor in Quenast, thans deelgemeente van Rebecq.

In december 2010 - januari 2011 werd in Quenast een tentoonstelling gewijd aan Henri en René Delor, onder de titel '125 Jaar Socialistische Partij'.